# Цензорін
Цензорі́н (Censorinus) — римський письменник, філолог, теоретик музики; жив у першій половині III століття.
У творі «Про день народження» («De die natali», 238 г.) розглядаються різноманітні теми: походження людини, календар, дані початкові відомості з історії, астрономії, математики, музики. Цензорін спирається на цінні праці древніх авторів, що не дійшли до нас, у тому числі, Варрона («Antiquitates rerum humanarum» і «Logistorici» тощо) і Светонія («Pratum»). У главі 13 Цензорін викладає незвичайну версію піфагорійської гармонії світу. У главі 10 вперше дано знамените визначення музики як науки про злагоджену (сумірну) мелодії (musica est scientia bene modulandi; див. Модуляція), яке, як вважають деякі вчені, також сходить до Варрона.
Важливе значення мала робота Цензоріна «Про акценти» («De accentibus»), яку цитують Присціана та Кассіодор. Ця робота втрачена.
Під ім'ям Цензоріна відома також компіляція (під назвою «Epitoma disciplinarum») з невеликих трактатів, нині визнаних анонімними (точна їхнього датування невідома, можливо, теж III ст.) Фрагменти про віршованій метрику й музику становлять особливу цінність як найдавніші збережені римські підручники з цих предметів.